# Marcelo Labes
Marcelo Labes (Blumenau, 9 de setembro de 1984) é um poeta e escritor brasileiro.

## Vida pessoal
Filho de um operário e de uma doméstica, Marcelo nasceu em Blumenau, Santa Catarina, no seio de uma família descendente de imigrantes alemães de classe trabalhadora. Desde a sua infância, Labes demonstrava interesse e vocação pela literatura. Seu primeiro contato com a leitura foi quando encontrou um livro empoeirado dentro de uma caixa em sua casa. O livro era Espumas Flutuantes, de Castro Alves.
Frequentou uma escola pública de artes, vindo a estudar também na Escola de Música do Teatro Carlos Gomes. Passou a estudar o ensino médio em um internato no Rio Grande do Sul, período em que acabou mergulhando na leitura de Kafka, Sartre, Saramago, Camus e García Márquez.
No ano 2000, Labes escreveu Dois Amores, poema publicado pelo jornal Zero Hora. Em 2002 passou a estudar Letras na Universidade Regional de Blumenau, no entanto não chegou a concluir. Na faculdade conheceu as obras de Dennis Radünz, José Endoença Martins, Mauro Galvão, Marcelo Steil, dentre outros escritores da região. Passou a estudar Ciências Sociais em 2013, mas não chegou a se formar.

### Carreira literária
No ano de 2008, Labes publicou seu primeiro livro por nome Falações, publicado pela Edifurb. Publicou o livro Porque Sim Não é Resposta no ano de 2015, e em 2016 publicou o conto O Filho da Empregada. No mesmo ano publicou o livro Trapaça pela Oito e Meio.
O livro de poesia Enclave publicado pela editora Patuá veio logo em 2018, obra finalista do Prêmio Jabuti em 2019 na categoria Poesia. Ainda em 2018 escreve e publica O Poeta Periférico. Em 2019 lança o romance Paraízo-Paraguay, publicado pela editora Caiaponte. A obra rendeu ao escritor o segundo lugar no Prêmio Machado de Assis em 2019 e foi vencedor do Prêmio São Paulo de Literatura em 2020.
Três porcos, seu segundo romance, foi vencedor do Prêmio Machado de Assis da Fundação Biblioteca Nacional em 2021.
Em 2021 publicou a novela Amor de bicho e o livro de poemas O nome de meu pai.
Em 2023, publicou o romance Deus não dirige o destino dos povos, livro em que debate o integralismo no sul do Brasil ao longo do século XX.
Em 2025, publicou o romance Memória do chão, seu primeiro livro pela Companhia das Letras.

### Livros
- Falações, 2008 (EdiFurb) - poemas
- Porque Sim Não é Resposta, 2015 (Antítese) - poema longo
- O Filho da Empregada, 2016 (Antítese) - poema longo
- Trapaça, 2016 (Oito e meio) - poemas
- Enclave, 2018 (Patuá) - poemas
- O Poeta Periférico, 2018 (Edição do autor) - poemas
- Poemas de Condomínio, 2019 (Edição do autor) - poemas
- Paraízo-Paraguay, 2019 (Caiaponte edições) - romance
- Antissonetos & outras formas, 2019 (Edição do autor) - poemas
- Três porcos, 2020 (Caiaponte edições) - romance
- Amor de bicho, 2021 (Caiaponte edições) - novela
- O nome de meu pai, 2021 (Caiaponte edições) - poemas
- Deus não dirige o destino dos povos, 2023 (Caiaponte edições) - romance
- Memória do chão, 2025 (Companhia das Letras) - romance